# Villa Hefferlin
La villa Hefferlin est une maison se trouvant à Ville-d'Avray.

## Description
C'est un bâtiment de 300 mètres carrés, sur trois niveaux, sur un terrain de 1 500 mètres carrés.

## Historique
Elle a été bâtie en 1932 par l'architecte André Lurçat, en remplacement d'une ancienne villa de 1830.
Les façades et couvertures de la villa sont inscrites par arrêté du 1er août 1974.